# Giancarlo Bercellino
Giancarlo Bercellino (født 9. oktober 1941 i Gattinara, Italien) er en italiensk tidligere fodboldspiller (forsvarer).
Bercellino blev europamester med Italiens landshold ved EM 1968 på hjemmebane, og spillede én af italiernes tre kampe i turneringen. I alt nåede han at spille seks kampe for landsholdet.
På klubplan repræsenterede Bercellino i otte år Juventus i Torino, og spillede siden også for Brescia og Lazio. Med Juventus vandt han både det italienske mesterskab og pokalturneringen Coppa Italia.